# Stazione di Lhasa
La Stazione di Lhasa (tibetano: ལྷ་སའི་འབབ་ཚུགས་, pinyin tibetano: Lhasai babcug, cinese semplificato: 拉萨站; cinese tradizionale: 拉薩站; pinyin: Lāsà zhàn) è una stazione ferroviaria a Lhasa, Tibet, in Cina e la principale della regione.

## Posizione
La stazione si trova nel distretto di Doilungdêqên, nella Niu New Area, ad un chilometro dal Fiume Lhasa e a cinque dal Palazzo del Potala.
Si trova ad un'altitudine di 3.641 metri s.l.m. ed è una delle stazioni ferroviarie più alte del mondo.

## Storia
L'edificio è stato completato il 20 giugno 2006, l'inaugurazione e la messa in servizio sono avvenute il 1 luglio 2006, in contemporanea è stata avviata la linea per Golmud. Nell'ottobre del 2006 sono state aperte le linee per Shanghai e Guangzhou.

## Linee
La stazione è servita da tre linee: due regionali ed una nazionale. La prima ad essere in funzione è la Qinghai-Lhasa, aperta nel 2006, la Lhasa–Xigazê, in funzione dal 16 agosto 2014 e la Lhasa–Nyingchi, in funzione dal 25 giugno 2021. Quest'ultima è la prima linea ad alta velocità in Tibet. Ci sono, ogni giorno partenze per Pechino Ovest, Chengdu, Chongqing, Guangzhou, Lanzhou, Shanghai.